# Estadio Sylvio Cator
El Estadio Sylvio Cator (en francés: Stade Sylvio Cator, y en criollo haitiano: Estad Sylvio Cator) es un estadio de usos múltiples situado en la ciudad de Puerto Príncipe, Haití.
Actualmente se utiliza sobre todo para los encuentros organizados por la Federación Haitiana de Fútbol y está cubierto con césped artificial.
Este estadio es donde el equipo nacional de fútbol haitiano  juega sus partidos como local, así como también es la sede de varios clubes profesionales de la Liga de Haití, entre ellos el Violette Athletic Club, el Racing Club Haïtien y el Victory Sportif Club.

## Historia
El estadio fue inaugurado en 1953. Lleva el nombre del atleta olímpico y futbolista haitiano Sylvio Cator (1900-1952), ganador de medalla de plata en salto de longitud en los Juegos Olímpicos de 1928. Fue re-bautizado en su homenaje después de su muerte en 1952. Antes de eso el estadio se llamó el Parc Leconte y luego el Stade Paul Magloire.
Fue destruido en parte por el terremoto en Haití en enero de 2010, e incluyó una tienda de la ciudad dentro de sus confines. El césped del estadio se utilizó para dar albergue a decenas de sobrevivientes, refugiados en improvisadas carpas.

### Remodelación

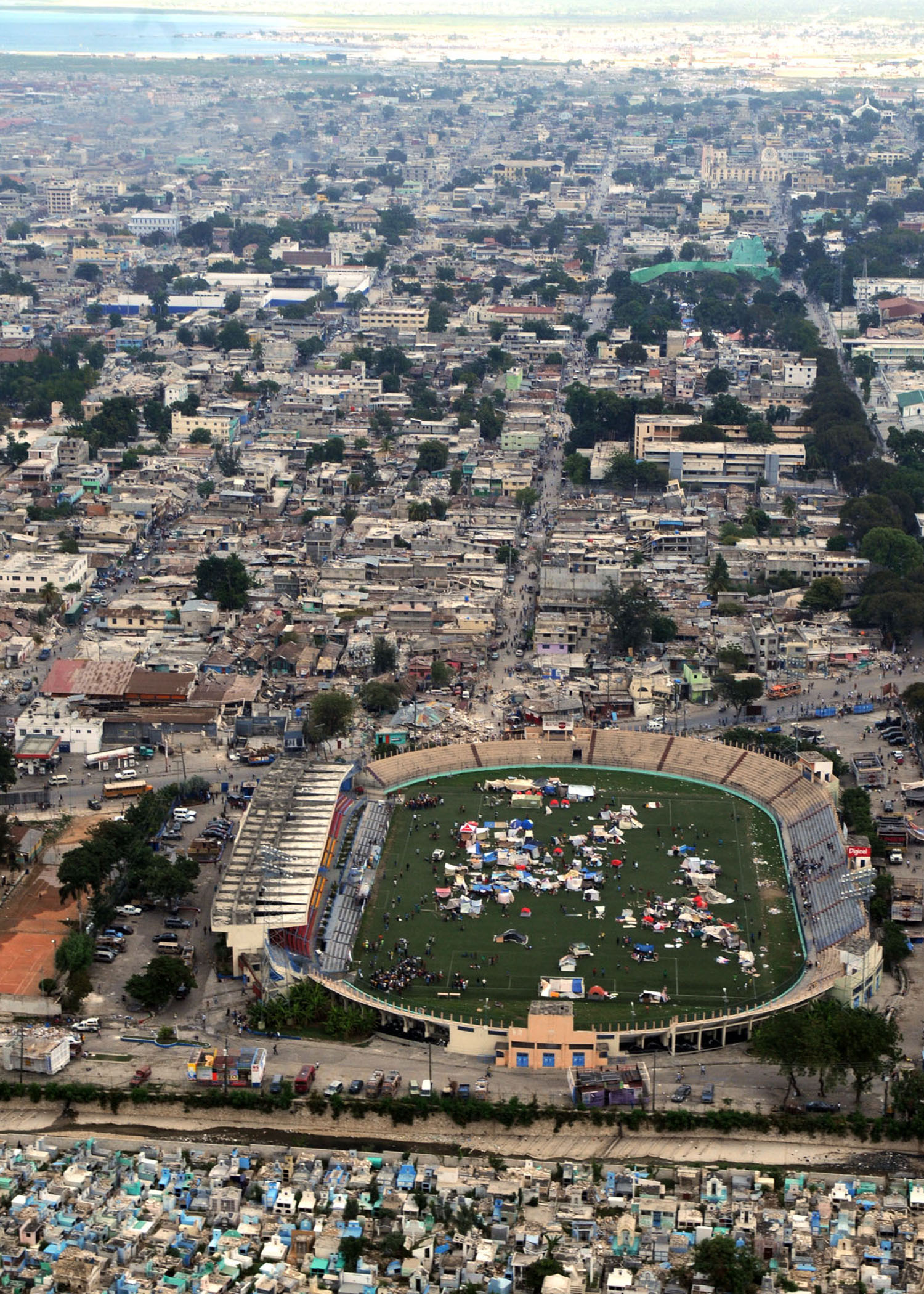
Vista aérea del estadio.

Con una capacidad original de 10 500, la estructura fue sometida a un proceso remodelación y ampliación a partir de agosto de 2011, con lo que su capacidad actual es de unos 15 000 espectadores.
La remodelación fue financiada por la FIFA y la realizó la empresa holandesa Edel Grass, y fue la responsable de colocar el nuevo césped artificial, cambiar el sistema de iluminación artificial con 1200 lux para los partidos nocturnos, construir el edificio principal dañado por el terremoto y reconstruir las instalaciones de salud en todo el complejo (especialmente en el vestuario), modernización y desarrollo de las oficinas, etc.
Después de cuatro meses de trabajos, el estadio fue re-inaugurado con un encuentro entre la selección de Haití recibió su homóloga de Islas Vírgenes de los Estados Unidos. en la fase de clasificación para la Copa Mundial de Fútbol de 2014, proceso en el que ambas selecciones resultaron eliminadas.